# 24-Stunden-Rennen auf dem Nürburgring 2012
Das 24-Stunden-Rennen auf dem Nürburgring 2012 war die 40. Auflage des 24-Stunden-Rennens auf dem Nürburgring und fand vom 17. bis 20. Mai 2012 statt.
Da die DTM 2012 parallel zum 24-Stunden-Rennen ein Rennen im britischen Brands Hatch absolvierte, waren die Topfavoriten Audi und BMW nicht mit den bisherigen Werksteams vertreten. Als offizielle Werksteams traten Phoenix für Audi und Schubert für BMW an. Die Teamchefs, allen voran Wolfgang Ullrich und Hans-Jürgen Abt von Audi sowie Jens Marquardt und Charly Lamm von BMW, sowie einige der Fahrer aus dem letzten Jahr wie Mattias Ekström, Timo Scheider, Dirk Werner, Andy Priaulx und Augusto Farfus waren bei der DTM und konnten nicht am 24-Stunden-Rennen teilnehmen.
Von den bisherigen Rekordsiegern Marcel Tiemann, Pedro Lamy und Timo Bernhard war nur Lamy gemeldet. Tiemann und Bernhard fielen wegen Verletzungen aus. Lamy hatte damit die Chance, alleiniger Rekordsieger zu werden. Demgegenüber bestand für Marc Lieb und Romain Dumas, die gemeinsam im Wochenspiegel-Manthey antraten, die Möglichkeit, mit ebenfalls fünf Siegen mit den bisherigen Rekordsiegern gleichzuziehen.
Eine Besonderheit gab es bei der Verteilung der Startnummern. Mit der Nummer 1 trat nicht der Vorjahressieger, sondern ein Prototyp an. Grund dafür war, dass der Vorjahressieger, ein Porsche-Werkseinsatz durch das Team Manthey mit dem bekannten gelb-grünen Porsche 911 GT3 RSR, nicht angetreten war. Das Manthey-Team setzte ein anderes Fahrzeug, den Wochenspiegel-Porsche, mit den Siegern des Vorjahres ein und bekam die Nr. 11. Beim BMW-Team Schubert wurden die Startnummern 19 für die Anzahl der bisherigen Gesamtsiege und 20 für den möglichen 20. Gesamtsieg gewählt.

## Rennklassen
Beim 24-Stunden-Rennen 2012 waren folgende Fahrzeugklassen vertreten:
| Klasse                       | Anzahl Fahrzeuge |             |
| 24h-Spezial                  | 24h-Spezial      | 24h-Spezial |
| ---------------------------- | ---------------- | ----------- |
| SP 2T (Turbo)                | 7                |             |
| SP 3                         | 16               |             |
| SP 3T (Turbo)                | 13               |             |
| SP 4                         | 0                |             |
| SP 4T (Turbo)                | 9                |             |
| SP 5                         | 4                |             |
| SP 6                         | 6                |             |
| SP 7                         | 14               |             |
| SP 8                         | 5                |             |
| SP 8T (Turbo)                | 3                |             |
| SP 9 (FIA-GT3)               | 29               |             |
| SP 10 (SRO-GT4)              | 12               |             |
| D1T (Diesel)                 | 1                |             |
| D2T (Diesel)                 | 0                |             |
| D3T (Diesel)                 | 2                |             |
| D4T (Diesel)                 | 0                |             |
| AT                           |                  |             |
| AT (Alternative Treibstoffe) | 5                |             |
| E1-XP                        |                  |             |
| E1-XP1                       | 0                |             |
| E1-XP2                       | 0                |             |
| E1-XP Hybrid                 | 1                |             |
| VLN-Serienwagen              |                  |             |
| V 2                          | 0                |             |
| V 3                          | 4                |             |
| V 4                          | 10               |             |
| V 5                          | 7                |             |
| V 6                          | 11               |             |
| Gesamte Fahrzeuge            |                  |             |
| Gesamt                       | 169              |             |

## Qualifying
Zur 40. Auflage des Rennens wurde ein neues Qualifying-Format, das sogenannte Top40, eingeführt und am Freitagabend ab 18 Uhr abgehalten. Es sollte den 40 schnellsten Fahrern die Möglichkeit geben, in zwei freien Runden Topzeiten herauszufahren, die letztlich die Startplätze 1 bis 40 ergaben.
Für das Top40 konnten sich die jeweils 10 Schnellsten der bisherigen drei VLN-Qualifyings, also maximal 30 Fahrzeuge, vorqualifizieren. Für die restlichen Plätze konnten sich die schnellsten Fahrzeuge der beiden Qualifyings im Rahmen des 24-Stunden-Rennens qualifizieren.
In den VLN-Läufen qualifizierten sich lediglich 17 verschiedene Fahrzeuge für das Top40, sodass weitere 23 aus den Qualifyings des 24-Stunden-Rennens das Teilnehmerfeld auffüllten.
Die qualifizierten Fahrzeuge konnten mit einem Fahrer zwei gezeitete Runden auf der vollständigen Strecke absolvieren. Die Startreihenfolge wurde dabei ausgelost. Der jeweilige Fahrer hatte seine eigene Platzierung zu ziehen.
Im Abstand von jeweils 10 Sekunden wurden die Fahrzeuge dann zur Zeitenjagd geschickt. Dabei kam es bereits in der Aufwärmrunde zu Überholmanövern.
Der Gemballa-McLaren von Sascha Bert, Hendrik Vieth, Nick Heidfeld und Klaus Ludwig, der sich für das Top40 qualifiziert hatte, konnte wegen des dritten Motorwechsels des Wochenendes nicht teilnehmen. Außerdem wurde noch das Getriebe gewechselt. Das Fahrzeug startete von Platz 39.
Ausgeschlossen vom Top40 wurde der Falken-Porsche wegen eines Regelverstoßes. Die durch die VLN-Läufe vorqualifizierten Fahrzeuge durften erst nach 20 Minuten die Qualifyings bestreiten. Der Falken-Porsche mit der Startnummer 44 wurde jedoch vor Ablauf dieser Wartezeit bereits auf die Strecke geschickt. Die Fahrer Henzler/Dumbreck/Ragginger/Asch wurden auf Startplatz 40 gesetzt.
Uwe Alzen stellte den Schubert-Z4 in einer Zeit von 8:18,382 Minuten auf die Pole-Position. Auf den Plätzen 2 und 3 folgten Chris Mamerow (Audi R8 LMS ultra) und Sean Edwards (Mercedes-Benz SLS AMG). Beide Fahrzeuge waren nur geringfügig langsamer mit Rückständen von 1,3 bzw. 1,6 Sekunden.
Der beste Porsche folgte mit einem Rückstand von 3 Sekunden auf Platz 6 mit den Vorjahressiegern Marc Lieb, Romain Dumas, Lucas Luhr und Richard Lietz.
Die Söhne des neuen DMSB-Präsidenten Hans-Joachim Stuck qualifizierten sich auf Platz 16 mit einem Aston Martin vom Young Driver Team.
Das Haribo Racing Team setzte diesmal lediglich einen Porsche (Startplatz 24), dafür aber des Weiteren eine goldfarbene Corvette (18.) ein. Thomas Gottschalk verfolgte das Rennen als Stargast anlässlich des 90. Geburtstages der Goldbären.
Die 15 erstplatzierten Fahrzeuge des Top40 lagen innerhalb von 5 Sekunden. Zwischen dem Polesetter und dem letzten fahrenden Team (38.) lagen insgesamt lediglich 28 Sekunden.

## Rennen
Der Start des Rennens verlief weitestgehend ruhig. Nach kurzer Zeit mehrten sich jedoch die Unfälle von Fahrzeugen, insbesondere aus den kleineren Klassen. Durch besonders viele Kleinteile auf der Strecke waren bereits in der ersten Rennstunde auch bei den Topfahrzeugen mehrere Reifenschäden zu verzeichnen. So erlitt beispielsweise der von der dritten Position gestartete Black-Falcon-SLS mit Jeroen Bleekemolen auf der Döttinger Höhe einen Reifenschaden und schlug mit hoher Geschwindigkeit in die Leitplanken ein. Frank Stippler im Audi R8 war unmittelbar im Windschatten gefahren, konnte allerdings noch ausweichen. In der Folgezeit verunfallte an gleicher Stelle noch in der Gelbphase zunächst ein Porsche Cayman, nach rund 3,5 Stunden ein Porsche 911.
Durch die Nacht hindurch gab es bis zum Sonnenaufgang am Morgen vergleichsweise wenig Ausfälle von siegfähigen Teams. Die McLaren von Dörr Motorsport und Gemballa waren bereits am Abend ausgeschieden, ebenso wie der Haribo-Porsche. Der lange Zeit in Führung liegende und von der Pole-Position gestartete Z4 GT3 vom BMW Team Schubert (Nr. 19) verlor durch den Wechsel der Antriebswelle viel Zeit und fiel auf Platz 15 zurück mit einem Rückstand von 5 Runden. Ebenso erging es dem danach in Führung liegenden R8 des Team Phoenix (Nr. 2), der nach einer Kollision mit einem langsameren Fahrzeug und der anschließenden Reparatur auf Platz 14 zurückfiel. Der Wochenspiegel-Porsche der Vorjahressieger (Nr. 11) hatte in der Nacht ebenfalls einen Unfall, verlor allerdings nicht so viel Zeit. Mit einem Rückstand von knapp 4 Minuten lag das Manthey-Team auf Platz 6.
Zwischen 6 und 7 Uhr am Sonntagmorgen setzte der erwartete Regen ein. Nach 15,5 Stunden absolvierte der SLS von Rowe (Nr. 22) mit den Fahrern Graf/Jäger/Roloff/Seyffarth die 100. Rennrunde. Ihm folgten die zweiten Fahrzeuge von Phoenix (Nr. 3) und Schubert (Nr. 20). Die zehn bestplatzierten Fahrzeuge waren innerhalb einer Runde.
Nach drei Vierteln des Rennens führte der Rowe-SLS Nr. 22 mit 116 absolvierten Runden vor dem Bilstein-R8 Nr. 3 (+0,3 Sekunden), Schubert-Z4 Nr. 20 (+2 Minuten) und Wochenspiegel-Porsche Nr. 11 (+4 Minuten). Alle weiteren Fahrzeuge hatten Rundenrückstand. Auf Grund eines außerplanmäßigen Stopps des Rowe-Teams übernahm Phoenix in Runde 118 die Führung.
Eine Stunde vor Rennende führte der Phoenix-R8 mit fast einer Runde Vorsprung vor dem R8 von Mamerow (Nr. 26). Es folgten der SLS vom Hankook-Team Heico (Nr. 65) und der Wochenspiegel-Porsche. Die vorherigen Spitzenreiter vom Team Rowe (Nr. 22) waren wegen eines Dämpferschadens weit zurückgefallen. Ebenso erging es dem nach 18 Stunden zweitplatzierten Schubert-Z4 (Nr. 20), der wie das Schwesterauto Nr. 19 einen Schaden an der Antriebswelle erlitt. Der Porsche von Manthey (Nr. 10) fiel nach einer Kollision mit einem langsameren Fahrzeug auf Platz 5 liegend aus.
13 Minuten vor Ablauf der 24 Stunden fiel das auf Platz 3 liegende Team Heico (Nr. 65) der Fahrer Bernd Schneider, Kenneth Heyer, Lance David Arnold und Alexandros Margaritis mit einem Kühlerschaden im Bereich Hohe Acht aus. Bereits im Vorjahr hatte unmittelbar vor Schluss der SLS eine Topplatzierung durch einen Ausfall verloren. Der Wochenspiegel-Porsche übernahm damit Platz 3.
Die letzte Runde konnten die beiden in Führung liegenden R8 von Phoenix und Mamerow gemächlich angehen lassen. Sie hatten zwischeneinander und zu den nachfolgenden Fahrzeugen jeweils 5 Minuten Abstand.
Im Finale fuhren der auf Platz 3 liegende Wochenspiegel-Porsche und der zweite vom Heico-Team eingesetzte SLS (Nr. 66) Slalom um die zu überrundeten Fahrzeuge und kämpften um den letzten Podiumsplatz. Auf Grund der verbleibenden Zeit mussten beide Fahrzeuge eine weitere Runde absolvieren.
Rund 10 Sekunden vor Ablauf der Zeit rollte der Wochenspiegel-Porsche auf der Zielgeraden mangels Sprit aus. Der SLS von Heico übernahm damit kampflos Platz 3. Zudem fuhr noch ein Renault Clio auf den ausrollenden Porsche von Manthey auf.
Das Rennen gewann der seit der 118. Runde führende Audi R8 LMS ultra von Phoenix mit den Fahrern Marc Basseng, Frank Stippler, Christopher Haase und Markus Winkelhock vor dem von Mamerow Racing eingesetzten R8 mit Chris Mamerow, Christian Abt, Michael Ammermüller und Armin Hahne. Das Podium komplettiert das Hankook-Team Heico auf einem Mercedes-Benz SLS AMG mit den Fahrern Christaan Frankenhout, Pierre Kaffer, Andreas Simonsen und Lance David Arnold.
Für Audi war es der erste Sieg bei diesem Rennen. Alle vier Fahrer erzielten ebenfalls ihren ersten Gesamtsieg. Das Team Phoenix siegte nach 2000 und 2003 zum dritten Mal.
Von den 169 gestarteten Fahrzeugen wurden 111 Fahrzeuge in die Wertung aufgenommen, hatten also nach Ablauf der 24 Stunden die Ziellinie überquert und die erforderlichen 50 % der Anzahl der Runden des Siegers absolviert. Als nicht im Ziel gewertet wurden unter anderem der Wochenspiegel-Porsche Nr. 11 und der Renault Clio Nr. 169, die nur wenige Sekunden vor Ende des Rennens nach Überqueren der Ziellinie kollidiert waren.

## Ergebnis
| Platz | Fahrer                                                                   | Team                    | Fahrzeug                  | Runden |
| ----- | ------------------------------------------------------------------------ | ----------------------- | ------------------------- | ------ |
| 1     | Marc Basseng/Christopher Haase/Frank Stippler/Markus Winkelhock          | Audi Sport Team Phoenix | Audi R8 LMS ultra         | 155    |
| 2     | Chris Mamerow/Christian Abt/Michael Ammermüller/Armin Hahne              | Mamerow Racing          | Audi R8 LMS ultra         | 155    |
| 3     | Christiaan Frankenhout/Andreas Simonsen/Pierre Kaffer/Lance David Arnold | Hankook-Team Heico      | Mercedes-Benz SLS AMG GT3 | 155    |
| 4     | Bas Leinders/Markus Palttala/Maxime Martin                               | Marc VDS Racing Team    | BMW Z4 GT3                | 154    |
| 5     | Marcel Fässler/Christopher Mies/René Rast/Frank Stippler                 | Audi Sport Team Phoenix | Audi R8 LMS ultra         | 151    |
| 6     | Klaus Abbelen/Sabine Schmitz/Christopher Brück/Patrick Huismann          | Frikadelli Racing       | Porsche 997 GT3 R         | 151    |
| 7     | Jörg Müller/Dirk Müller/Uwe Alzen/Dirk Adorf                             | BMW Team Schubert       | BMW Z4 GT3                | 150    |
| 8     | Claudia Hürtgen/Dominik Schwager/Nico Bastian/Dirk Adorf                 | BMW Team Schubert       | BMW Z4 GT3                | 150    |
| 9     | Jens Klingmann/Marco Wittmann/Richard Göransson/Pedro Lamy               | BMW Team Vita4one       | BMW Z4 GT3                | 150    |
| 10    | Michael Zehe/Marko Hartung/Roland Rehfeld/Mark Bullitt                   | Rowe Racing             | Mercedes-Benz SLS AMG GT3 | 150    |

## Besonderheiten
Wie in den Jahren 2010 und 2011 ging auch 2012 wieder ein Wagen in der Klasse E1-XP Hybrid an den Start. In diesem Jahr war es ein Ferrari P 4/5 Competizione vom Team Global Partner Enterprise SA. Das Fahrzeug kam auf Platz 12 ins Ziel.